# Mount Washington Hotel

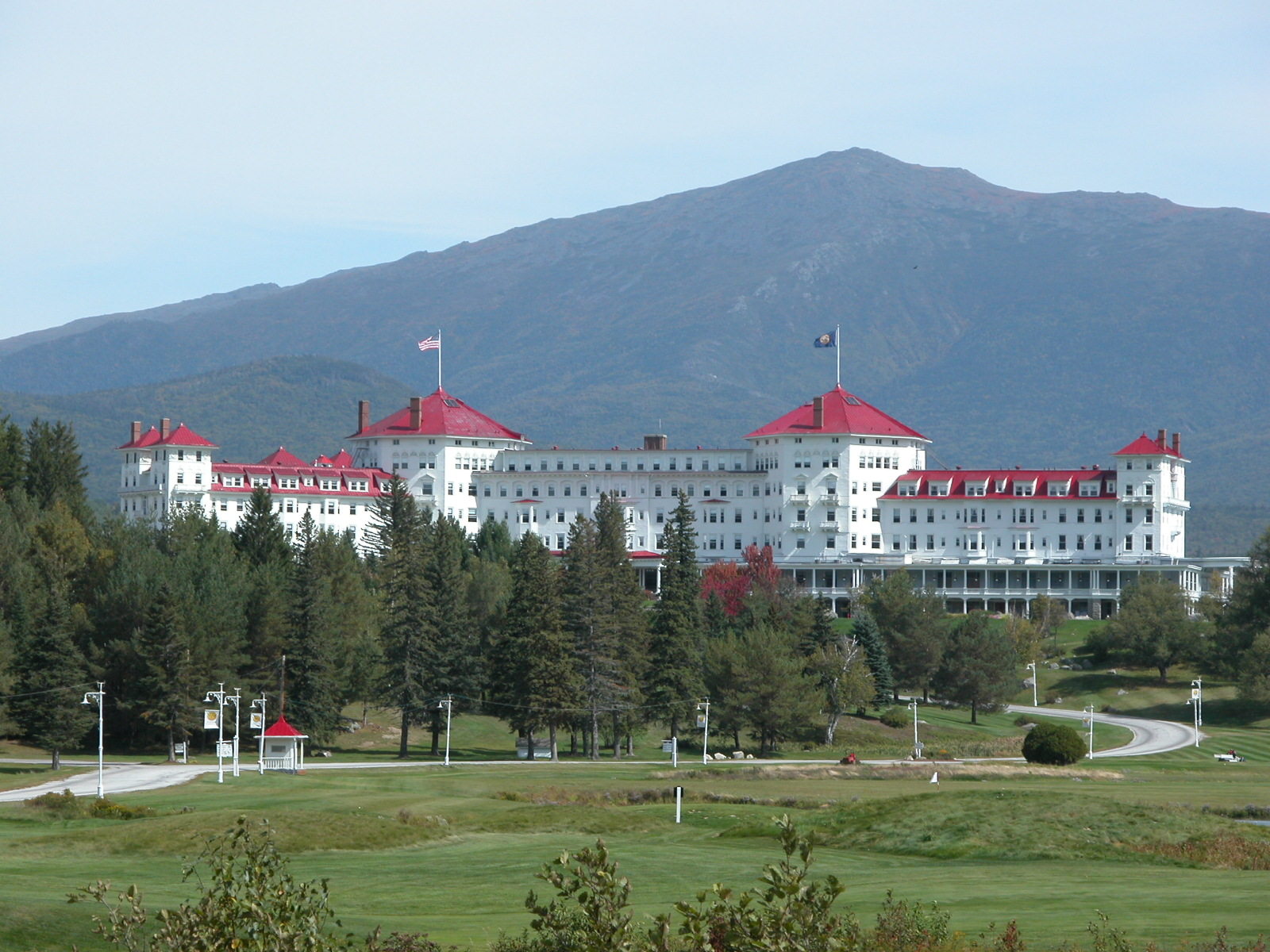
Il Mount Washington Hotel dove vennero firmati gli Accordi di Bretton Woods

Il Mount Washington Hotel si trova a Carroll, nella località di Bretton Woods, nel New Hampshire. Fu costruito all'inizio del 1900 su progetto dell'architetto Charles Alling Gifford; l'architetto scelse uno stile neorinascimentale-neocoloniale e si servì della collaborazione di oltre 250 artigiani italiani per stucchi, intagli e decorazioni. L'hotel aprì ufficialmente nel 1902. 
La fama del lussuoso fondaco deriva dal fatto che qui, nel 1944, vennero firmati gli Accordi di Bretton Woods, siglati quando ancora la seconda guerra mondiale non era terminata, e che sancirono la stipula di accordi internazionali tra gli stati industrializzati del pianeta oltre che la nascita della Banca Mondiale. 
L'Hotel è uno dei pochi rimasti in cui si è scelto di mantenere la struttura originale, nonostante le difficoltà che questo comporti in relazione alla fruizione e alle necessità moderne. Nel 1986 è stato dichiarato luogo di interesse storico dal National Historic Landmark.
L'edificio è stato usato come set di un episodio della serie televisiva Ghost Hunters.